# Hombre Supremo (cómic)
El Hombre Supremo (Inglés: Supreme-Man) es el nombre de 3 personajes ficticios que aparecen en cómics publicados por Marvel Comics.

## Historial de publicaciones
El Hombre Supremo original (Wilhelm Lohmer) aparece por primera vez en el título Invasores Gigantescos #1 (junio 1975) y fue creado por Roy Thomas y Frank Robbins. 
La segunda versión (Axl Nacht), aparece por primera vez en Namor el Hombre Submarino #11  (febrero de 1991) y fue creado por John Byrne. 
La tercera versión (Max Lohmer) debuta en "Capitán América" #18 (julio de 2006) por Ed Brubaker y Steve Epting.

## Biografía del personaje ficticio

### Wilhelm Lohmer
Wilhelm "Willie" Lohmer aparece por primera vez en el título Invasores Gigantescos. Retratado como un bundista estadounidense físicamente débil y simpatizante nazi, Lohmer acuerda participar en un experimento en el que es sometido a la versión nazi del Suero del Super-Soldado. Dotado con habilidades físicas superiores a las del Capitán América, al personaje se le da un traje y el alias Hombre Supremo, con Lohmer siendo el primero de una nueva "raza aria superior". Como Hombre Supremo, Lohmer combate con los superhéroes de los Aliados los Invasores, pero es derrotado cuando sus nuevas habilidades resultan ser temporales.
El personaje vuelve a aparecer en una historia de dos partes en el título Marvel Two-In-One, y con los aliados de los nazis Brain Drain, U-Man y Skyshark planea sabotear Nueva York con una super arma nueva. El plan, sin embargo, es frustrado por el miembro viajero en el tiempo de los Cuatro Fantásticos la Cosa y la Legión de la Libertad.
Un Hombre Supremo revitalizado, ahora posee mayores habilidades, vuelve a aparecer en el título Invasores y embosca al súper equipo mientras están volando sobre Europa. Durante el curso de una historia multi-volumen relacionada con el encarcelamiento de los invasores y el eventual escape de una prisión en la ciudad alemana de Berlín, Hombre Supremo conoce a Julia Koenig, que por cortesía de un accidente adquiere habilidades similares a las suyas y se convierte en la heroína nazi Mujer Guerrera. Ante la insistencia de Adolf Hitler, líder del Tercer Reich, los dos se van a casar, su lógica es que son los progenitores de una nueva raza. La ceremonia, sin embargo, queda interrumpida cuando el sacerdote es asesinado por los escombros de un edificio dañado durante una batalla entre los Invasores y las tropas alemanas. Hombre Supremo y Mujer Guerrera se retiran cuando se enfrentan a la Antorcha Humana, que se enfurece cuando su pupilo Toro es herido de bala.
Hombre Supremo continúa siendo un enemigo de siempre para los Invasores, luchando contra el equipo mientras estaba disfrazado como el héroe el Destructor y como parte de un equipo formado por la espía japonesa Lady Lotus, el Super Eje.
En un flashback, Hombre Supremo ayudó a Mujer Guerrera y Hombre Tigre sin Brazos a participar en una invasión total de Wakanda, donde lucharon contra el Capitán América, T'Chaka y el Sgt. Fury y sus Comandos Aulladores.
Lohmer reaparece en el título Cable, ahora un anciano que vive en Suiza y desea enmendar sus acciones pasadas. El personaje muere al proteger a Cable de una bala disparada por un miembro de la organización Club Fuego Infernal.

### Axl Nacht
Se revela en flashback en el título Namor el Hombre Submarino que cerca del final de la Segunda Guerra Mundial, el nazi Barón Strucker colocó al Hombre Supremo y la Mujer Guerrera en animación suspendida en un laboratorio oculto, por los que "preservaba" el sueño nazi para su uso en un momento posterior. Hombre Supremo es revivido por el científico Axl Nacht, y en la dirección de Nacht, el personaje secuestra a la Antorcha Humana original y Ann Raymond (la viuda de Toro) - su sangre siendo necesaria para ayudar a revivir a Mujer Guerrera, que había sufrido daño cerebral. Nacht traiciona al Hombre Supremo cuando se reveló que su padre primero cuidaba de los dos superseres mientras estaban en animación suspendida, y sin saberlo, le inculcó a los jóvenes Nacht una obsesión con la Mujer Guerrera. Cuando Namor, el exmiembro fundador de los Invasores, encuentra el laboratorio, él lucha contra Hombre Supremo, hasta que el nazi pierde sus habilidades y vuelve a ser Wilhelm Lohmer. Nacht roba las habilidades del Hombre Supremo para sí mismo, y al parecer también ganó el afecto de la Mujer Guerrera revivida pero inestable. Namor rescata a los prisioneros como Lohmer destruye el laboratorio, aunque no se encuentra ningún cuerpo en los restos.

### Max Lohmer
El sobrino nieto de Lohmer, Max Lohmer, aparece en el quinto volumen de Capitán América. Lohmer lidera una pandilla de neonazis llamados los Hombres Supremos, que son alimentados con una versión más débil del Suero Super-Soldado por el archi-villano Cráneo Rojo. La banda se embarca en un alboroto en Londres hasta que fueron derrotados por el Capitán América y los héroes Union Jack y Spitfire.

## Poderes y habilidades
Wilhelm Lohmer era un ser humano débil hasta que fue expuesto a la variación nazi del Suero del Super-Soldado del Profesor Erskine, y recibe habilidades físicas mejoradas. La versión nazi del proceso es amplificado y como resultado Lohmer recibe mayores habilidades que las del Capitán América, incluyendo fuerza superior; resistencia; durabilidad; velocidad y vuelo. El Suero, sin embargo, era inestable y en ocasiones Lohmer volvería a la normalidad.

## Otras versiones

### Heroes Reborn
En el universo Heroes Reborn, una versión del Hombre Supremo, llamado Alexander aparece como un aliado con superpoderoso del Cráneo Rojo promoviendo e nazismo en la actualidad, y es visto atacando a Nick Furia (y es revelado como un LMD). Esta versión de Hombre Supremo más tarde desarrolla la ilusión de que él es el Dios cristiano y forma un culto en el que sus secuaces potenciados por rayos gamma esclavizan a la población de California.

## En otros medios

### Videojuegos
Aunque Wilhelm Lohmer no apareció en el juego del Capitán América, la contraparte de Hydra del Suero del Super-Soldado de Abraham Erskine, el Proyecto Mastermann, fue revelado en la primera película oculta por Arnim Zola. Había planeado fabricar el Suero utilizando la sangre de Johann Schmidt, pero más tarde es destruido por el Capitán América más adelante en el juego.